# オベロン (衛星)
オベロン（Uranus IV Oberon）は、天王星の第4衛星で、天王星の5大衛星の1つである。天王星の衛星の中ではチタニアに次いで大きい。

## 発見と命名
オベロンは、1787年1月11日にウィリアム・ハーシェルによって発見された。同じ日にハーシェルは天王星の最も大きい衛星であるチタニアも発見している。なお、ハーシェルはこの後さらに4つの天王星の衛星を発見したと主張したが、これらに関してはその後存在が確認されず、発見は誤りであったと考えられている。オベロンとチタニアは発見後50年近くにわたってハーシェルが用いた観測装置以外では観測されていなかったが、現在では高性能のアマチュア望遠鏡を用いて観測することができる。
天王星の全ての衛星は、ウィリアム・シェイクスピアもしくはアレクサンダー・ポープの作品にちなんで名づけられている。オベロンは、シェイクスピアの戯曲『夏の夜の夢』に登場する、チタニアの夫である妖精の王オベロンにちなんで名付けられた。この名前は、1852年に発見者ウィリアム・ハーシェルの息子ジョン・ハーシェルが、同じく天王星の衛星アリエルとウンブリエルを発見したウィリアム・ラッセルの要請を受けて提案したことが知られている。
チタニアは初めのうちは「天王星の2番目の衛星」として知られており、1848年にはウィリアム・ラッセルによって Uranus II という番号が与えられた。しかしラッセルは時折ウィリアム・ハーシェルによる番号を用いることもあり、こちらはオベロンが IV、チタニアが II であった。最終的に1851年にラッセルが当時発見されていた4つの衛星に対して、天王星から近い順番にローマ数字による番号を与え、それ以降は Uranus IV が用いられることとなった。

## 軌道
オベロンは天王星からおよそ 584,000 km 離れた軌道を公転しており、天王星の5大衛星の中では最も遠方を公転している。オベロンの軌道離心率は小さく、また天王星の赤道に対する軌道傾斜角も非常に小さい。軌道周期はおよそ13.5日で、自転周期と同期している。そのため、地球の月と同様に常に同じ面を天王星に向けながら公転している。これは潮汐固定と呼ばれる状態である。
天王星の5大衛星のうち4つは完全に天王星の磁気圏の中を公転しているのに対し、オベロンは軌道の大部分は磁気圏の外部にある。その結果、オベロンの表面には太陽風が直接吹き付けることになる。磁気圏の内部を公転する衛星の場合、天王星と同じ角速度で回転する磁気圏のプラズマが衛星の後行半球に衝突する。これにより後行半球の表面は暗くなると考えられるが、実際にオベロンを除く5大衛星ではこの影響が現れていることが分かっている。
天王星と同様に横倒しの軌道で公転しているため、夏至の際には北半球が直接太陽の方向を向くことになり、逆に南半球は太陽とは反対方向を向くことになる。そのためオベロンは極端な季節変化を経験する。地球の場合は、極域が夏至や冬至の前後に白夜か極夜を経験するが、その極端な状態と言える。このためオベロンの両極は、天王星における半年 (42年) の間ずっと昼か夜が続く。ボイジャー2号が1986年にフライバイした際は南半球が夏至を迎えている最中であり、北半球は全体が夜であった。42年ごとに天王星が分点にさしかかり、赤道面が地球と交差する時に、天王星の衛星同士の掩蔽が観測可能になる。このような現象は2007年から2008年にかけて発生し、2007年5月4日にはオベロンがウンブリエルをおよそ6分間にわたって掩蔽する現象が観測された。

## 組成と内部構造

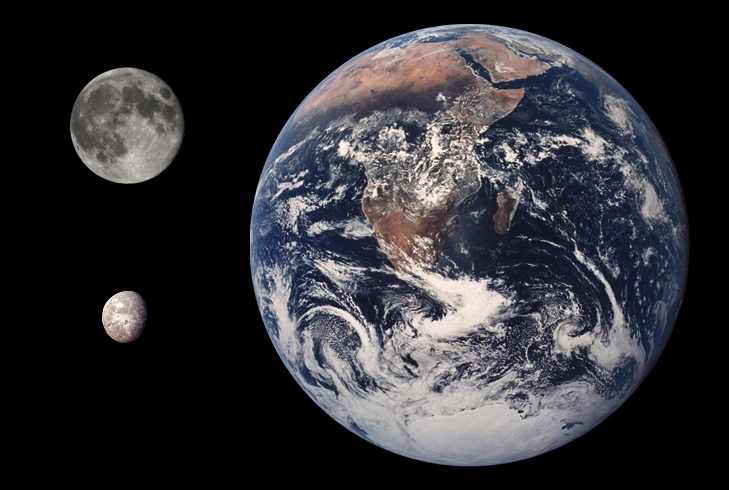
地球、月とオベロンのサイズの比較。

オベロンはチタニアに次いで2番目に大きく重い天王星の衛星である。また、太陽系の衛星の中では9番目に重い。密度は 1.63 g/cm3 であり、土星の衛星の典型的な密度よりも大きい。そのため、氷とその他の高密度の成分がおおむね半々の組成であると考えられる。後者は、重い有機化合物を含む炭素質の物質や岩石であると考えられる。水の氷が存在することは2001年から2005年にかけて行われた赤外線の分光観測から明らかになっており、表面に結晶質の氷が存在することが判明している。氷による吸収の特徴は、公転の先行半球よりも後行半球で強く、これは他の天王星の主要な衛星で見られるものとは逆の特徴である。この非対称性の原因は明らかになっていないが、表面での「インパクト・ガーデニング」(衝突を介して土壌が生成される現象) と関係していると考えられている。表面への隕石衝突は水の氷のスパッタリングを起こす傾向があり、その結果として氷以外の暗い物質が後に残る。暗い物質そのものはメタンのクラスレートハイドレートが放射線の影響で変質したか、あるいはその他の有機化合物の放射線による変質によって生成された可能性がある。
オベロンの内部は、岩石質の核と、それを取り囲む氷のマントルに分化している可能性がある。分化した構造を持つ場合、核の半径は 480 km で衛星半径のおよそ 63% に相当し、質量は衛星全体のおよそ 54% になると推定される。オベロン中心部での圧力はおよそ 0.5 GPaである。氷マントルの現在の状態は分かっていない。もし氷が十分な量のアンモニアやその他の不凍液になる成分を含んでいた場合、核からコア・マントル境界に内部海を持つ可能性がある。もし内部海が存在した場合、その厚みは最大で 40 km、温度はおよそ 180 K と推定される。しかし現在のチタニアの内部構造はその熱史に大きく依存し、あまり分かっていない。

## 表面の特徴

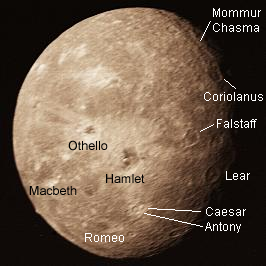
地形の名称が書かれたオベロンの図。命名されている地形の全ての名称が書かれている。

オベロンは天王星の衛星の中ではウンブリエルに次いで2番目に暗い表面を持っている。表面は強い衝効果を示し、位相角が 0° の際の反射率 (幾何アルベドに相当する) は 31% であるのに対し、位相角がおよそ 1° になると 22% にまで減少する。表面は全体的に赤い色を示すが、新しい衝突堆積物は中間的かもしくはわずかに青っぽい色を示す。オベロンは天王星の5大衛星の中では最も赤みの強い表面を持つ。先行半球と後行半球では色の非対称性があり、先行半球の方が赤っぽい色を示す。天体表面が赤っぽい色を示すようになる原因としては、荷電粒子の衝突による宇宙風化作用や、太陽系の年齢にわたる微小隕石の衝突が挙げられる。しかしオベロンに見られる色の非対称性はおそらく、天王星の外側の不規則衛星に起源を持つと思われる赤っぽい物質の降着によるものであると考えられる。この物質が主に先行半球側に降り積もることによって色の非対称性が発生する。
これまでに科学者が認識しているチタニア上の地質学的な特徴は、クレーター、カズマ地形 (峡谷) の2種類である。オベロンの表面は天王星の全ての衛星の中で最もクレーターが多く、クレーター密度はほぼ飽和状態にある。すなわち、新しいクレーターの生成と古いクレーターの破壊が釣り合っている状態にある。このようにオベロンがクレーターの多い表面を持つことは、天王星の衛星の中で最も古い表面であることを示唆している。発見されている中で最大のクレーターは、直径 206 km のハムレットである。多くの大きなクレーターは、比較的新鮮な氷でできた光条を持っている。最大級のサイズであるクレーターのハムレット、オセロとマクベスは、底部がクレーター形成後に堆積した非常に暗い物質で覆われている。ボイジャー2号が撮影した画像のいくつかには、オベロンの南東の縁付近に高さおよそ 11 km の山が写っている。これは直径が 375 km 程度ある巨大な衝突盆地の中にある中央丘である可能性がある。
オベロンの表面は峡谷の連なりによって区切られているが、チタニアに見られるほどの峡谷の広がりは見られない。峡谷の側面は、おそらくは正断層によって形成された崖であり、新しいものも古いものも見られる。一部の断層は大きなクレーターの明るい堆積物を横切って存在しており、このようなものは比較的後になって形成されたものだと考えられる。オベロンで最も主要な峡谷はモッムル谷である。
オベロンの地質はクレーター形成と内因性の表面の更新という2つの競合する効果に影響を受ける。前者は衛星の進化の歴史全体で発生し、全表面に影響を及ぼす。後者の過程も事実上は全球的なものであるが、活発なのは衛星形成後の一時期である。内因性の活動は主に地殻変動的な性質のものであり、これによって峡谷が形成されたと考えられる。峡谷の形成によって、古い表面の一部は消える。この地殻の割れ目は、オベロンが 0.5% 程度全球的に膨張することで形成され、古い峡谷と新しい峡谷の2種類の形成に対応する2段階に分けて発生したと考えられる。
先行半球とクレーター内部に見られる暗い領域の性質は分かっていない。月の海の形成に似た火山活動 (氷火山) によって形成されたと考える科学者もいるが、衝突によって純粋な氷の地殻の下にある暗い物質が露出したことが原因だと考える科学者もいる。後者の場合、オベロンは少なくとも部分的に分化しており、分化していない内部の上に氷地殻が乗った状態になっている必要がある。

## 地形一覧

### 谷
オベロンの谷の名は、架空の妖精の里に由来する。太陽系の天体や地形の命名のワーキンググループでは、シェイクスピアの戯曲『夏の夜の夢』におけるオーベロンの居所が名前の由来であると述べているが、実際には作中では居所は名前が付けられておらず、フランスの武勲詩『ユオン・ド・ボルドー』に登場する名称である。
| 地名                       | 由来                         |
| -------------------------- | ---------------------------- |
| モッムル谷 (Mommur Chasma) | モッムル、オーベロンの居所。 |

### クレーター
オベロンのクレーターの名は、シェイクスピア作品の男性の登場人物に由来する。
| 地名                        | 由来                         |
| --------------------------- | ---------------------------- |
| アントニー (Antony)         | マルクス・アントニウス       |
| カエサル (Caesar)           | ガイウス・ユリウス・カエサル |
| コリオレイナス (Coriolanus) | コリオレイナス               |
| フォルスタッフ (Falstaff)   | サー・ジョン・フォルスタッフ |
| ハムレット (Hamlet)         | ハムレット                   |
| リア (Lear)                 | リア王                       |
| マクベス (MacBeth)          | マクベス                     |
| オセロ (Othello)            | オセロ                       |
| ロミオ (Romeo)              | ロミオ・モンタギュー         |

## 起源と進化

### 形成過程
オベロンは天王星周りの降着円盤 (周惑星円盤) の中で形成されたと考えられている。これはガスとダストからなる円盤であり、天王星形成後の一定期間の間存在したものか、あるいは天王星の赤道傾斜角を大きく傾ける原因となった巨大衝突によって形成されたものである。この円盤の詳しい組成は不明だが、天王星の衛星が土星の衛星と比べて高密度であることから、比較的水が少ない組成であった可能性がある。炭素と窒素の大部分は、メタンやアンモニアではなく一酸化炭素と窒素分子の形で存在したと考えられる。このような円盤の中で衛星が形成されると、氷は比較的少なく、また氷の中にはクラスレートの形で一酸化炭素と窒素が取り込まれ、また比較的多くの岩石が材料となるため、高い密度を説明することができる。

### 進化
降着過程は衛星が完全に形成されるまで数千年の間継続したと考えられる。物質の降着に伴う衝突は衛星のの外層を加熱し、深さ 60 km にわたって最大で 230 K にまで温度が上昇したことが示唆されている。形成が終了した後、表面付近の層は冷却するが、オベロンの内部は岩石に含まれる放射性元素の崩壊によって加熱される。冷えていく表面近くの層は収縮し、暖められている内部は拡大する。これにより強い引張応力が衛星の地殻にかかり、地殻が破壊されたと考えられる。現在見られる崖や峡谷はこの過程で形成されたと考えられ、この過程はおよそ 2 億年にわたって継続したと考えられ、衛星内部の活動は数十億年前に終わったことを示唆している。
もし不凍液の役割を果たすアンモニア水和物や塩化物が存在した場合、初期の降着加熱と放射性元素の崩壊による加熱によって、オベロン内部の氷は溶融していた可能性がある。内部が溶融した場合は氷と岩石が分離し、氷マントルに覆われた岩石の核という分化した構造に進化する。アンモニアを大量に溶かした液体の水の層 (内部海) は、コアマントル境界を形成したかもしれない。この混合物の共晶温度は 176 K である。内部の温度がこの値を下回ると、内部海は凍結する。内部海が凍結することで膨張が発生し、これによって表面に見られる峡谷の大部分が形成されたと考えられる。ただし、現時点でのオベロンの地質学的進化に関する知見は極めて限られている。

## 観測と探査
これまでにオベロンに接近して観測を行ったのはボイジャー2号のみであり、1986年1月に天王星をフライバイした際にオベロンの撮影も行った。ボイジャー2号のオベロンへの最接近距離は 470,600 km であり、最も解像度の良い画像での空間分解能はおよそ 6 km であった。この時の観測では表面のおよそ 40% が撮影されたが、地形図を作成するのに十分な品質の画像が得られたのは全体の 25% のみであった。他の天王星の衛星と同様にフライバイ時は南半球を太陽の方向に向けており、太陽光が当たらない北半球は探査することが出来なかった。